# Beowulf Mining
Beowulf Mining plc är ett brittiskt prospekteringsföretag verksamt i Sverige, Finland och Kosovo.
Företaget driver planer på att bryta järnmalm i Kallak utanför Jokkmokk och grafit i Heinävesi i Finland. Verksamheten i Sverige sker i dotterbolaget Jokkmokk Iron Mines AB och i Finland genom dotterbolaget Grafintec Oy (tidigare Fennoscandian Resources).